# باغ ياس (دهسرد)
باغ ياس (بالفارسية: باغ یاس) هي قرية تقع في إيران في قسم دهسرد الريفي. يقدر عدد سكانها بـ 75 نسمة بحسب إحصاء 2016.